# Pongyin Co
Pongyin Co (kinesiska: Pengyan Cuo, 朋彦错) är en sjö i Kina. Den ligger i den autonoma regionen Tibet, i den sydvästra delen av landet, omkring 460 kilometer nordväst om regionhuvudstaden Lhasa. Pongyin Co ligger 4 729 meter över havet. Trakten runt Pongyin Co består i huvudsak av gräsmarker.
Genomsnittlig årsnederbörd är 319 millimeter. Den regnigaste månaden är juli, med i genomsnitt 87 mm nederbörd, och den torraste är december, med 4 mm nederbörd.